# サンティ・サンタマリア
サンティ・サンタマリア・プイグ（Santi Santamaria Puig、1957年7月26日 - 2011年2月16日）は、フランコ体制下のスペインのバルセロナ県サン・セローニ生まれのカタルーニャの料理人。

## 人物
1981年に地元サン・セローニで開業したレストラン『カン・ファベス』は1994年のミシュランガイドで3つ星を獲得し、カタルーニャ人としては初の3つ星料理人となった。

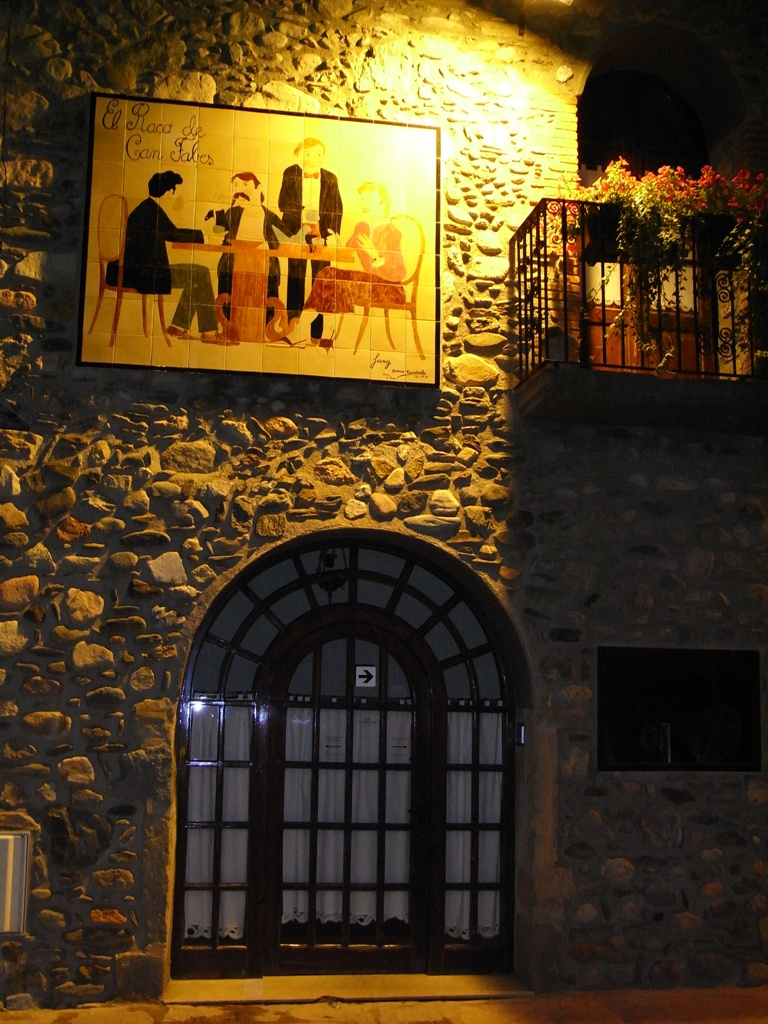
彼が勤務していた料理店『カン・ファベス』

フェラン・アドリアの経営する『エル・ブジ』を批判したことでも知られる。サンタマリアは「『エル・ブジ』は見た目を重視するあまりに、有害な添加物が多く含まれている」と主張した。
シンガポールにあるリゾートホテルマリーナベイ・サンズにレストランをオープン。2011年2月16日に同ホテルで53歳で亡くなった。